# Elne
Elne település Franciaországban, Pyrénées-Orientales megyében. Lakosainak száma 9479 fő (2022. január 1.). Elne Alénya, Saint-Cyprien, Latour-Bas-Elne, Argelès-sur-Mer, Palau-del-Vidre, Ortaffa, Bages, Montescot és Corneilla-del-Vercol községekkel határos.

## Földrajz

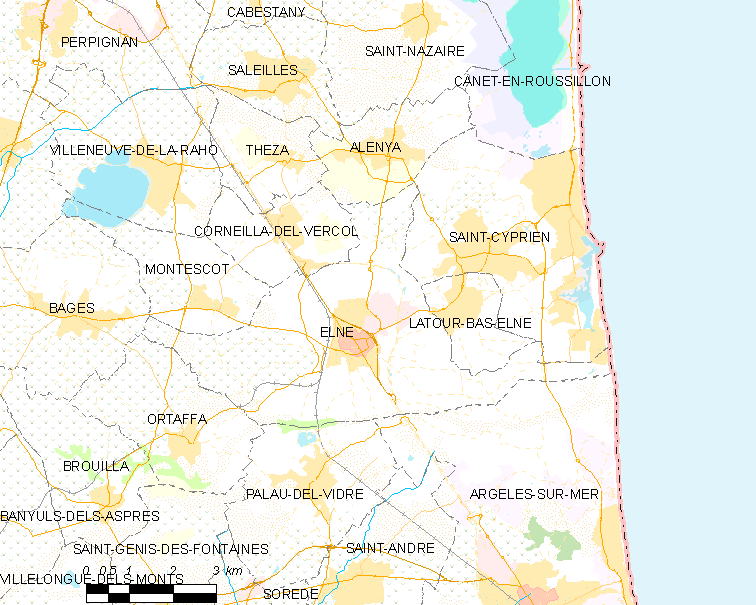
Elne és környéke

## Népesség
A település népességének változása:
| Lakosok száma | 8450 | 8659 | 8885 | 8941 | 9103 | 9248 | 9402 | 9428 | 9479 |
|               | 2013 | 2015 | 2016 | 2017 | 2018 | 2019 | 2020 | 2021 | 2022 |